# Секст Юлий Север
Гней Миниций Фаустин Секст Юлий Север (на латински: Sextus Julius Severus Julius Severus; пълното му име на италиански е: Gneo Minucio Faustino Sesto Giulio Severo; на латински: Gnaeus Minicius Faustinus Sextus Iulius Severus) е политик и генерал по времето на император Адриан.
През 119/120 – 127 г. е управител на римската провинция Горна Дакия (Dacia superior). През октомври-декември 127 г. е суфектконсул заедно с Луций Емилий Юнк. От 128 до 131 г. той е управител на Долна Мизия (Moesia Inferior). През 131 г. е управител на Британия.
През 133 г. е изпратен в Юдея, за да потуши въстанието на Шимон Бар Кохба.